# Poitea galegoides
Poitea galegoides är en ärtväxtart som beskrevs av Étienne Pierre Ventenat. Poitea galegoides ingår i släktet Poitea och familjen ärtväxter.

## Underarter
Arten delas in i följande underarter:
- P. g. galegoides
- P. g. stenophylla